# Notoptera
Ordre
Synonymes
- Xenonomia Terry & Whiting, 2005

Les notoptères sont un ordre d'insectes hémimétaboles, de la sous-classe des ptérygotes, de la section des néoptères et du super-ordre des polynéoptères. Ce groupe, vraisemblablement monophylétique, comporte actuellement les Grylloblattodea et les Mantophasmatodea.